# Saint-George Ashe
Saint-George Ashe (Malta, 23 de maio de 1871 - 24 de julho de 1922) foi um remador britânico.
Saint-George Ashe competiu nos Jogos Olímpicos de 1900, na qual conquistou a medalha de bronze no skiff simples.